# Bloedlink (roman)
Bloedlink  is de vertaalde roman van Jens Lapidus uit 2010, met de Zweedse titel ' Aldrig fucka upp '. Het is het tweede deel van de Stockholmtrilogie, met als voorganger het deel ‘Snel geld’ en heeft als opvolger het deel ‘Val dood’. Het dragende verhaal is de vergeefse zoektocht naar de moordenaar van Olof Palme tegen de achtergrond van de machtige Joegoslavische maffia van Stockholm.

## Verhaal
Er zijn verschillende verhaallijnen en sommige personages spelen in meerdere verhalen een rol. De drie hoofdpersonen zijn:
1. De Irakees Mahmud Al-Askori. Hij is op zesjarige leeftijd naar Zweden gekomen. Zijn moeder is overleden maar hij komt nog vaak bij zijn oude vader. Heeft goed contact met zijn twee zussen en oudste broer Babak. Hij handelt in cocaïne van de Joegoslavische maffia, waar hij maar een lage marge op heeft. Inkoop 430, verkoop 500 kronen per gram. Door zijn grote omzetten draait hij toch behoorlijk. Hij wordt door de Joegoslaven gedwongen om bij hen een duf bewakingsbaantje voor overdag op zich te nemen.
2. Niklas Brogren is net teruggekeerd uit Amerikaanse dienst in Afghanistan en Irak. Hij heeft een zestal jaren op het hoogste niveau gevochten en komt terug naar Zweden om daar oude rekeningen te vereffenen. Hij werd als jongetje van 9 jaar opgesloten in de kelderbox van het flatgebouw, telkens wanneer zijn stiefvader Claes Classe zijn moeder Christina voor zich alleen wilde hebben. De kelderbox had een lichtknopje dat elke twee minuten moest worden ingedrukt en in de periode van duisternis heeft een kelderrat een rattenfobie bij hem doen ontwikkelen.
3. Thomas Andrén, een doorsnee politieagent. Getrouwd met Åsa en tot hun beider verdriet kinderloos. Maar er is een adoptiekind opkomst, Sander. Zijn vaste patrouillemaatje is Jörgen Ljunggren. Maar als op een slechte dag hij een meisje van 60 kilo als metgezel in de auto krijgt, slaat het noodlot toe. Het toepassen van gepast geweld op een alcoholische bokskampioen laat zijn carrière aan een zijden draadje bungelen. Hij wordt uiteindelijk teruggeplaatst naar de verkeerspolitie en neemt daarnaast een bewakingsbaan aan bij een seksclub, waar de Joegoslaven de scepter zwaaien.

Het boek begint met Mahmud, die een oude schuld niet heeft afbetaald aan Gürhan de Syriër. In de loop van het verhaal loopt de schuld op en hij moet zich in allerlei bochten wringen op uiteindelijk zijn schuld te voldoen. Zelfs verraadt hij daarvoor een geloofsgenoot, de Libanees Wisam Jibril, voor 30.000 kronen aan de Joegoslaven. Hij zou hen voor 45 miljoen kronen hebben getild. Zijn broer Babak is lange tijd woedend op Mahmud.
Niklas is vast van plan wraak te nemen op Zweedse mannen die vrouwen mishandelen. De wraakgevoelens zijn ontstaan wegens de mishandelingen die zijn moeder Catharina voortdurend moest ondergaan. Als hij lange tijd getuige moet zijn van de mishandeling van zijn buurvrouw Jamila, slaat hij haar partner invalide het huis uit. Jamila is de zus van Mahmud.
Thomas en Jörgen worden door de centrale gedirigeerd naar het lijk in de kelderbox van het flatgebouw van Catharina Brogren. Het lijk is in het gezicht volledig opengesneden, de vingertoppen zijn verminkt en het kunstgebit is verdwenen. Later haalt Thomas uit de kelderbox nog vuilniszakken met documenten weg. Voorlopig is het lijk niet identificeerbaar. Als het toch wordt geïdentificeerd, bij een routinecontrole door Jörgen Ljunggren, breekt de hel los. Het gaat om Claes Rantzell, uit het moordproces van Olof Palme bekend als Claes Cederholm. Hij zou de veroordeelde en later in hoger beroep weer vrijgesproken moordenaar Christer Pettersson het .357 Magnum moordwapen hebben geleverd. De recherche schakelt ook de Palme-recherchegroep in en de jacht op de moordenaar wordt geopend. Het alibi van Niklas had hij gekocht bij zijn vriend Benjamin Berg, maar laatstgenoemde gaat draaien en ook moeder Christina doet een duit in het zakje. Uiteindelijk wordt Niklas voor de moord vastgezet en tevens voor twee andere moorden op Zweedse mannen die hun vrouw mishandelden. Tijdens de zoveelste regiezitting ontsnapt Niklas op spectaculaire wijze uit de rechtbank.
Thomas wordt inmiddels min of meer gesteund door rechercheur Martin Hägerström en samen zijn ze ervan overtuigd dat de liquidatie van Claes Rantzell met de moord op Palme te maken heeft, temeer als om onduidelijke reden knullig met het sectierapport wordt geknoeid. Mahmud krijgt via Jorge een lucratieve opdracht om het imperium van Radovan Kranjic en Stefan Rudjman (Stefanovic) aan te vallen. Op oudejaarsavond is in de villa van de tycoon Sven Bolinder een feest dat de Joegoslaven opluisteren met hun topmeisjes. Niklas plant een commandoaanval, gesteund door Mahmud, Babak, Robert en de Chileen Jorge. Door zijn ontsnapping uit de rechtbank is hij net op tijd terug voor deze finale afrekening, maar de voorbereidingen waren door zijn detentie ondermaats. Niklas wil de vrouwen bevrijden. Mahmud heeft een betaalde opdracht, hij wil wraak op de Joegoslaven die hem vernederden en hij wil buit. Omdat Thomas in de kelder van de villa naar bewijsstukken aan het zoeken is raakt hij ook bij de aanval betrokken. Nadat Niklas twee Joegoslaven heeft uitgeschakeld wil hij de aanwezige mannen stuk voor stuk liquideren. Thomas schiet hem daarbij neer en de laatste daad van de stervende Niklas is dat hij de gastheer opblaast. De andere 4 overvallers ontsnappen. Hoewel Thomas ervan overtuigd is dat hij dicht bij de oplossing van de moord op Palme is gekomen accepteert hij een verstandig voorstel. Hij heeft niet geschoten en staakt al zijn privéonderzoek. Hij komt terug in de patrouilleauto met zijn maatje Jörgen Ljunggren. Alleen kan sinds kort de centrale zien waar de auto’s uithangen, en dat betekent dat ze nu ook de rotklusjes niet meer kunnen ontlopen. Mahmud kan zijn vader een duur horloge schenken. Op de begrafenis van Niklas overdenkt Christina de laatste avond met Claes. Hoe ze hem in de kelderbox trapte, sloeg, schopte. Zijn gezicht met haar woede.

## Voetnoot
1. ↑  Gedeeltelijk in een soort Amsterdamse straattaal
2. ↑  Zie voor dit Zweedse probleem ook het eerder verschenen verfilmde boek: Mannen die vrouwen haten